# Президентские выборы в Йемене (1999)
Прямые выборы президента прошли в Йемене впервые 23 сентября 1999 года. Кандидаты для того, чтобы быть включёнными в избирательный бюллетень должны были быть утверждены по крайней мере 10 % из 301 членов Палаты представителей, однако на практике это означало, что только двум партиям Йеменеа — правящему Всеобщему народному конгрессу (ВНК) и партии «Аль-Ислах» — было достаточно мест, чтобы выдвинуть своих кандидатов. Однако, Аль-Ислах поддержал кандидата от ВНК действующего президента Али Абдаллы Салеха, а не своего кандидата.
Главному оппозиционному кандидату, Али Салеху Обаду из Йеменской Социалистической партии, не удалось получить достаточную поддержку в Палате представителей; впоследствии его партия бойкотировала выборы. Явка 67,5 % была оспорена оппозицией.

## Номинации
Выдвижение кандидатов в президенты закрылось 13 июля 1999 года. В общем, 31 кандидат выдвинул свои кандидатуры, хотя три из них были дисквалифицированы сразу же за невыполнение законных требований:
1. Али Абдулла Салех , — поддержали его всеобщий народный Конгресс, «Аль-Ислах», Национальный совет оппозиции)
2. Убад Мукбил Али Салих ' — поддержал партиями входящими в Верховный Координационный совет оппозиции
3. Абд аль-Куви Ахмад Хамуд Шуви при поддержке Народно-Демократической партии
4. Аль-Хаббани Мухаммад Абд аль-Малик нуман Аль-Абасси — поддерживан Йеменской партии «единство»
5. Али бин Али Сабихи
6. Мухаммад Хизам Аль-Ямани
7. Амин Ахмад Сабит
8. Абд аль-Ваххаб Мухаммад Хасан Аль-Кариди
9. Абдулла Салих Салих Аль-Бахити
10. Мухаммад Ахмад саад Аль-Дуфари
11. Файсал Али Ахмад Гаитан Аль-Тавиль
12. Салих Хасан Абдулла Аль-Азани
13. Абд аль-Малик Ахмад Яхья Ханаш
14. Ахмад Али Хусейн Яхья Аль-Амри
15. Мухаммед Саид кайид Аль-Утмали
16. Али Салих Аль-Хури
17. Мухаммад Али Мухсин Аль-Сирри
18. Салих Ахмад бин Ахмад Джубах
19. Мухаммад Хусейн Аль-Джамузи
20. Али Абдулла Салих Суроб Мухсин
21. Абд аль-Ваххаб Канаф раифа Ша
22. Мустафа Юсеф Халиль
23. Искандар Али Аль-Нахари
24. Айша Мустафа Али Наджи '
25. Муслих Ахмад Аль-Барти
26. Мад Абдулла Аль-Шаханов
27. Ахмад Абдо Аль-рАМИН
28. Наджиб Катан Аль-Шаби — член всеобщего народного Конгресса, баллотировавшийся как независимый кандидат.

Следующие были дисквалифицированы:
1. Амин Ахмад Ахмад бин Сабит (кандидаты не должны быть замужем за иностранцем, а у него была русская жена)
2. Абдулла Салих Мухсин Салех (минимальный возраст 40 лет, а ему было 38)
3. Кандидата с такой фамилией слишком похож на президента Салеха

Парламентский Комитет по проверке ликвидировали ещё четырёх кандидатов, поставив 24 из 31 кандидатуры на парламентский отбор, в которых кандидату необходим 31 голос, чтобы иметь возможность участвовать в выборах. Другой кандидат, Халид Аль-Zarraka, не появлялся список номинаций, но был включён в парламентский отбор. Только двум кандидатам удалось получить необходимое количество голосов; Салеху и Наджибу Кахтан Аль Шаби. двадцать один из 25 кандидатов (в том числе Аль-Zarraka) не получили ни одного голоса.
| Кандидат               | Голосов | %    |
| ---------------------- | ------- | ---- |
| Али Абдуллы Салеха     | 182     | 60.5 |
| Наджиб Qahtan Аль-Шаби | 39      | 13.0 |
| Халид Аль-Zarraka      | 25      | 8.3  |
| Убад Мукби Али Салих ' | 7       | 2.3  |
| Другие кандидаты       | 0       | 0.0  |
| Воздержавшихся         | 1       | 0.3  |
| Отсутствует            | 47      | 15.6 |
| Общая                  | 301     | 100  |
| Источник: Аль-Баб      |         |      |

## Результаты
| Кандидат                            | Участник                            | Голосов   | %    |
| ----------------------------------- | ----------------------------------- | --------- | ---- |
| Али Абдуллы Салеха                  | Всеобщий народный Конгресс          | 3,584,399 | 96.2 |
| Наджиб Кахтан Аль-Шаби              | Независимые                         | 141,481   | 3.8  |
| Зарегистрированных избирателей/явка | Зарегистрированных избирателей/явка | 47,011    |      |
| Общая                               | Общая                               | 3,772,891 | 100  |
| Зарегистрированных избирателей/явка | Зарегистрированных избирателей/явка | 5,591,422 | 67.5 |
| Источник: Nohlen и соавт.           |                                     |           |      |